# Roman Krutow
Roman Wasiljewicz Krutow (ros. Роман Васильевич Крутов, ur. 1903 w Saratowie, zm. w październiku 1987 w Winnicy) – funkcjonariusz radzieckich organów bezpieczeństwa, pułkownik, zastępca ludowego komisarza spraw wewnętrznych Ukraińskiej SRR (1942), szef Zarządu NKWD obwodu rówieńskiego (1939-1941).

## Życiorys
Do 1921 skończył dwie klasy szkoły 2 stopnia w Iwanowce, pracował w gospodarstwie rodziców, od września 1922 do lipca 1923 słuchacz saratowskiej gubernialnej szkoły partyjnej. Od lipca 1923 do sierpnia 1928 kierownik fermy mleczarskiej, sekretarz gminnego komitetu Komsomołu, członek biura saratowskiego powiatowego komitetu Komsomołu, sekretarz gminnego komitetu Komsomołu. Od 1927 w WKP(b), od sierpnia 1928 do stycznia 1929 kierownik wydziału Komitetu Wykonawczego Niżno-Wołżańskiej Rady Krajowej, od stycznia 1929 do października 1937 kolejno pomocnik pełnomocnego przedstawiciela OGPU Kraju Niżno-Wołżańskiego, szef oddziału urupińskiego sektora operacyjnego GPU, pełnomocnik operacyjny Pełnomocnego Przedstawicielstwa OGPU Kraju Niżno-Wołżańskiego/Kraju Stalingradzkiego, zastępca szefa oddziału Wydziału Zarządu Bezpieczeństwa Państwowego (UGB), szef oddziału II Wydziału V Zarządu NKWD Kraju Stalingradzkiego (obecnie obwód wołgogradzki), od 22 marca 1936 porucznik bezpieczeństwa państwowego. Od 15 stycznia do 4 marca 1938 szef oddziału III Wydziału UGB NKWD Ukraińskiej SRR, od 4 marca do 29 sierpnia 1938 zastępca szefa Zarządu NKWD obwodu kamieniecko-podolskiego, 20 maja 1938 awansowany na starszego porucznika bezpieczeństwa państwowego. Od 29 sierpnia 1938 do 11 marca 1939 p.o. szefa Wydziału Kadr NKWD Ukraińskiej SRR, od 11 marca do 6 września 1939 zastępca szefa Zarządu NKWD obwodu mikołajowskiego, od 6 września do 1 grudnia 1939 szef Zarządu NKWD obwodu łuckiego/obwodu wołyńskiego (oderwanego od Polski i anektowanego przez ZSRR), od 6 listopada 1939 kapitan bezpieczeństwa państwowego. Od 1 grudnia 1939 do 28 marca 1941 szef Zarządu NKWD obwodu rówieńskiego, od 1 marca do sierpnia 1941 szef Zarządu II NKGB Ukraińskiej SRR, od 30 stycznia do września 1942 zastępca ludowego komisarza spraw wewnętrznych Ukraińskiej SRR ds. kadr, 22 stycznia 1942 mianowany majorem bezpieczeństwa państwowego. Od maja 1943 do marca 1944 zastępca szefa Zarządu NKGB obwodu saratowskiego, od 14 lutego 1943 pułkownik bezpieczeństwa państwowego, od 10 marca do 1 czerwca 1944 szef Zarządu NKGB obwodu dżalalabadzkiego, od 1 czerwca 1944 do 20 sierpnia 1946 szef Zarządu NKGB/MGB obwodu oszyńskiego, od 20 sierpnia 1946 do czerwca 1947 zastępca szefa Zarządu MGB obwodu stanisławskiego (obecnie obwód iwanofrankiwski). Od 3 grudnia 1947 do 1 września 1952 pomocnik szefa Zarządu MGB obwodu stalińskiego (obecnie obwód doniecki), od 24 września 1952 do 16 marca 1953 szef Wydziału "B" Zarządu MGB obwodu stalińskiego, od 30 marca do 30 września 1953 zastępca szefa Zarządu MWD obwodu winnickiego, od 30 września 1953 do 10 kwietnia 1954 szef Wydziału VII Zarządu MWD obwodu winnickiego, następnie w rezerwie.

## Odznaczenia
- Order Czerwonego Sztandaru
- Order Wojny Ojczyźnianej I klasy (29 października 1948)
- Order Czerwonej Gwiazdy (trzykrotnie - 26 kwietnia 1940, 3 listopada 1944 i 24 sierpnia 1949)
- Odznaka "Honorowy Pracownik Czeki/GPU (XV)" (23 sierpnia 1937)

I 2 medale.